# Lionel Roberts Park
Das Lionel Roberts Stadium ist ein Sportstadion in Charlotte Amalie, Amerikanische Jungferninseln.
Es wird derzeit überwiegend für Fußball genutzt. Daneben finden dort Baseball- und American-Football-Spiele statt. Das Stadion bietet Platz für 9.000 Zuschauer.